# Reinhard Poglitsch
Reinhard Poglitsch (* 15. November 1968 in Graz) ist ein österreichischer Politiker und Prokurist. Poglitsch vertrat die FPÖ zwischen 1996 und 2000 im Burgenländischen Landtag.
Poglitsch besuchte die Volks- und Hauptschule in Jennersdorf und absolvierte danach die HTBL in Pinkafeld, Abteilung Elektrotechnik. Er legte 1988 die Matura ab und war als Alarmanlageninstallateur, technischer Abteilungsleiter, Prokurist, Direktionsassistent sowie als freier Berater tätig. Politisch engagiert er sich in der Lokalpolitik, wobei er 1997 zum Stadtrat der FPÖ-Jennersdorf gewählt wurde. Er vertrat die FPÖ zwischen dem 27. Juni 1996 und dem 28. Dezember 2000 im Burgenländischen Landtag und war zudem ab 1995 Bezirksparteiobmann der FPÖ Jennersdorf. Nach der Spaltung der FPÖ wechselte Poglitsch als Gemeinderat von Jennersdorf zum BZÖ und trat in der Folge bei der Gemeinderatswahl 2007 mit einer Bürgerliste an. Poglitsch konnte bei der Wahl 5,2 % erzielen und zog als einziger Mandatar seiner Liste in den Gemeinderat ein.